# Ageless Venomous
Ageless Venomous è il quarto album della band death metal brasiliana Krisiun pubblicato nel 2001 dalla Century Media Records.

## Tracce
1. Perpetuation – 6:21
2. Dawn of Flagellation – 3:48
3. Ageless Venomous – 4:52
4. Evil Gods Havoc – 4:52
5. Eyes of Eternal Scourge – 4:28
6. Saviour's Blood – 3:58
7. Serpents Spectres – 5:45
8. Ravenous Hordes – 2:57
9. Diableros – 1:35
10. Sepulchral Oath – 4:59

Tutte le tracce sono state scritte, composte e arrangiate dai Krisiun

## Formazione
- Alex Camargo – basso, voce
- Moyses Kolesne – chitarra
- Max Kolesne – batteria